# Gwen Cheeseman
Gwen Cheeseman, född den 13 augusti 1951 i Harrisburg, USA, är en amerikansk landhockeyspelare.
Hon tog OS-brons i damernas landhockeyturnering i samband med de olympiska landhockeytävlingarna 1984 i Los Angeles.